# Парыгино (Восточно-Казахстанская область)
Парыгино (каз. Парыгино) — село в Алтайском районе Восточно-Казахстанской области Казахстана. Административный центр Парыгинского сельского округа. Находится примерно в 12 км к северо-западу от районного центра, города Алтай, на правом берегу речки Бухтарма у предгорий Ульбинского хребта. Код КАТО — 634845100.

## История
Село было основано в начале XIX века. 
В 1977 году село стало районным центром Зыряновского района. В селе находилась районная администрация, музыкальная школа, дом престарелых.
В 2024 году было отмечено отменили 200-летие села.

## Население
В 1999 году население села составляло 2624 человека (1278 мужчин и 1346 женщин). По данным переписи 2009 года, в селе проживал 1781 человек (853 мужчины и 928 женщин).

## Экономика
В селе имеется средняя школа, семейная врачебная амбулатория, почтовое отделение. На территории района находится 1 средняя школа, сельская больница на 50 коек, сельская библиотека, центр «Досуг», где работают 8 кружков и секций.
В округе работает 2 пилорамы, 2 пекарни, цех по переработке рыбы. 10 крестьянских хозяйств и 2 ТОО занимаются выращиванием зерновых и масличных культур, картофеля. На частном подворье население выращивает КРС, овец, свиней, птицу. Развито пчеловодство.

### Тургусунская ГЭС
С 2021 года на близ Кутихи действует Тургусунская ГЭС (Тургусун-1). Первые, но безуспешные попытки возведения гидроэлектростанции на Тургусуне относятся к началу XX века. В 1930-е годы была построена ГЭС, что положительно повлияло на экономику региона, в том числе на Парыгино. Но в связи со строительством крупной Бухтарминской ГЭС на Иртыше в 50-е годы малые ГЭС на окрестных речках были закрыты. Близлежащие сёла пришли в упадок. 
В 2013 году Казахстаном было принято решение заново отстроить Тургусунскую ГЭС. После этого через Парыгино были построены железнодорожный тупик на пути Усть-Каменогорск — Алтай, высоковольтная линия электропередач вверх по Тургусуну длиной 10 км до села Кутиха и далее до ГЭС, на местном карьере установлен дробильно-сортировочный комплекс по приготовлению песчано-гравийной смеси для двух бетонных заводов, расположенных на стройплощадке ГЭС, проложена автодорога «Кутиха-ГЭС» (от райцентра Парыгино до Кутихи и далее до ГЭС). Причём, именно в Парыгино, после запуска ГЭС, будет базироваться центрально-диспетчерский пункт, соединённый со станцией оптико-волоконной линией связи. В 2021 году Тургусунская ГЭС мощностью 24,9 МВт была введена в эксплуатацию.